# Цхинвали (станция)
Цхинва́ли (осет. Цхинвал) — тупиковая железнодорожная станция и железнодорожный вокзал, ранее действовала в городе Цхинвале. До 1991 года станция являлась конечной на 33-километровой линии Закавказской железной дороги от станции Гори. В настоящий момент перегон Цхинвали — Никози ликвидирован, здание используется в качестве автовокзала.

## Хронология
- 8 июня 1940 года — открыто железнодорожное движение на участке Гори — Сталинир[2].
- На участке Гори — Цхинвали в 1969—1979 гг. проводились эксперименты по электрификации железных дорог постоянным током напряжением 6000 вольт.
- 1991 год — железнодорожное движение прекращено из-за обострения грузино-осетинского конфликта[3].
- 1992 год — разрушено здание вокзала[4].
- 2002 год — здание восстановлено[5] и с тех пор используется в качестве автобусного вокзала[4][6].
- июнь 2004 года — неудачная попытка Грузинской железной дороги восстановить сообщение между Гори и Цхинвали[7][8][9][10][11][12]
- 2008 год — на встрече с президентом России Дмитрием Медведевым глава РЖД Владимир Якунин заявил о начале подготовки проекта строительства железнодорожного пути между Россией и Южной Осетией[13][14][15]. Одним из возможных вариантов является частичная реализация проектов 1950-х и 1980-х годов — строительство железной дороги Цхинвал — Дзау — Нижний Унал — Владикавказ. Позже стало известно, что руководство РЖД отказалось от этого проекта. Официальная причина — глобальный экономический кризис, но, по оценкам независимых экспертов, этот проект совершенно нерентабелен и осуществить его было бы крайне тяжело, так как железнодорожные пути должны были проложены через Большой Кавказский хребет, который сильно затрудняет доступ техники и создаёт невыгодные условия для прокладки железной дороги[16].